# Ankadinondry Sakay
Ankadinondry Sakay is een plaats en commune in Madagaskar, behorend tot het district Tsiroanomandidy dat gelegen is in de regio Bongolava. Een volkstelling schatte in 2001 het inwonersaantal op ongeveer 32.000 inwoners.
De plaats biedt enkel lager onderwijs en beperkt middelbaar onderwijs aan. 80% van de bevolking werkt als landbouwer en 5% verdient aan veeteelt. 14,5% werkt in de dienstensector en 0,5% werkt in de industrie. Het belangrijkste gewas is rijst, andere belangrijke producten zijn maïs en cassave.
De plaats ligt langs Route nationale 1b.